# انقلاب 1999 في النيجر
في 9 أبريل 1999، وقع انقلاب عسكري في النيجر. أسفر الانقلاب عن مقتل الرئيس إبراهيم باري مناصرة وتنصيب داودا مالام وانكي رئيساً في 11 أبريل. تم إطلاق النار على مناصرة في ظروف غامضة في كمين إما في مطار ديوري حماني، أثناء محاولة محتملة للفرار من البلاد، أو في قاعدة عسكرية، وعلى الأرجح من قبل أفراد من الحرس الرئاسي.

## خلفية
كان الرئيس مناصرة قد استولى على السلطة في انقلاب يناير 1996. وبقيامه بذلك، أطاح بالرئيس المنتخب ديمقراطياً مهمان عثمان. بعد خمسة أشهر، تمت الموافقة على دستور جديد عن طريق استفتاء تمّ في مايو 1996، وأجريت انتخابات رئاسية بين 7 و8 يوليو 1996. حصل مناصرة على حوالي 52٪ من الأصوات، ولكن كان يُنظر إلى الانتخابات على أنها مزورة. في اليوم الثاني من الاقتراع، قام مناصرة بحلّ اللجنة الانتخابية واستبدلها بمفوضية جديدة. في اليوم نفسه، وضع أيضًا جميع مرشحي المعارضة الأربعة قيد الإقامة الجبرية، التي استمرت أسبوعين. وأدى مناصرة اليمين في 7 أغسطس.
تأسس الاتحاد الوطني للأحرار من أجل التجديد الديمقراطي (UNIRD) في عام 1996 لدعم مناصرة في انتخابات ذلك العام، ولكن بعد ذلك تأسس التجمع من أجل الديمقراطية والتقدم باعتباره الحزب الحاكم. بسبب الدستور الذي يمنع الرؤساء من قيادة الأحزاب، أصبح حامد الغابد زعيم التجمع من أجل الديمقراطية والتقدم في أغسطس 1997.
أُجريت الانتخابات المحلية في فبراير 1999، وفي أوائل أبريل أصدرت المحكمة العليا نتائج أظهرت فوز المعارضة بمقاعد أكثر من أنصار مناصرة. كما ألغت المحكمة النتائج في العديد من المجالات وأمرت بإجراء الانتخابات مرة أخرى. ودعت المعارضة إلى الاحتجاج على إلغاء النتائج في 8 أبريل.

## بعد الانقلاب
نص الدستور الجديد الذي تم تبنيه في أعقاب استفتاء يوليو 1999 على العفو عن المشاركين في انقلابي 1996 و1999. وقد بدأ التحقيق في وفاة مناصرة في يونيو 1999، ولكن بعد تطبيق العفو انتهى التحقيق في سبتمبر.
قاد وانكي حكومة انتقالية نحو انتخابات ديمقراطية، والتي أجريت في أكتوبر ونوفمبر 1999. وأدّت الانتخابات لتنصيب تانجي مامادو رئيسًا للنيجر في ديسمبر 1999، والذي أطيح به لاحقًا في انقلاب 2010 في أعقاب أزمة دستورية في عام 2009.